# Valeriana otomiana
Valeriana otomiana är en kaprifolväxtart som beskrevs av Barrie. Valeriana otomiana ingår i släktet vänderötter, och familjen kaprifolväxter. Inga underarter finns listade i Catalogue of Life.